# Wolfsfell

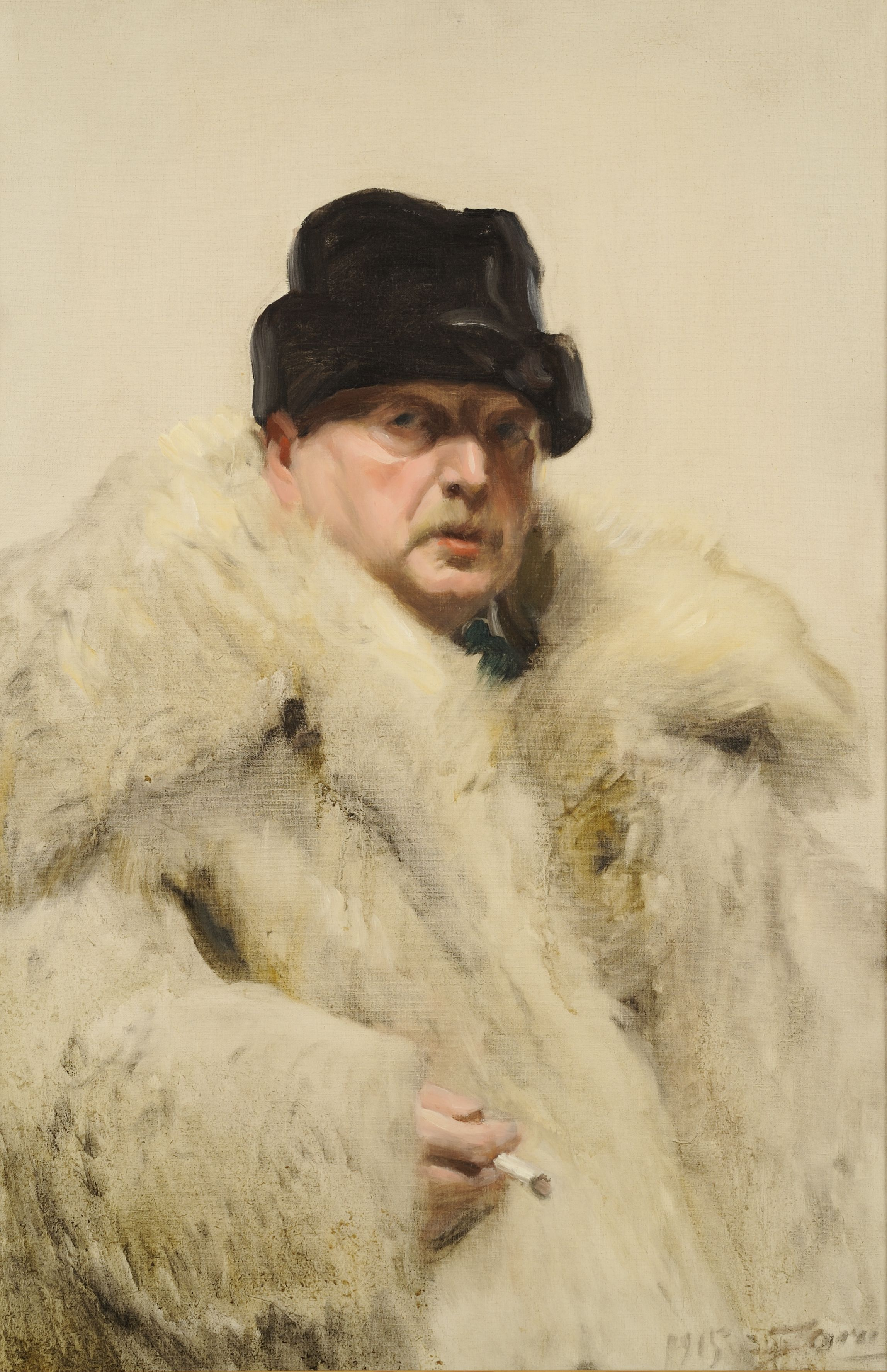
Anders Zorn, Selbstporträt mit Polarwolf-Pelz (1915)

## Allgemein

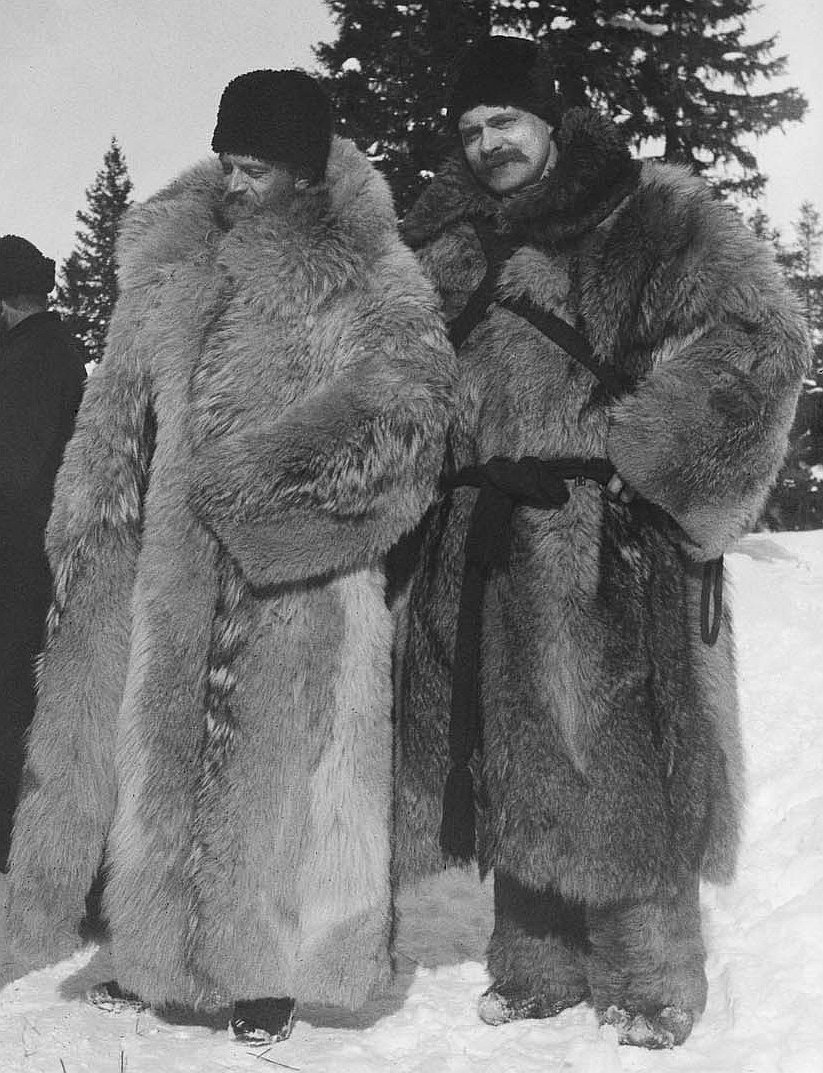
Zwei Männer in Wolfsmänteln (Schweden 1897)

Wölfe wurden als Schädlinge verfolgt. Ihr Vorkommen ist heute nur noch in den asiatischen Teilen der ehemaligen Sowjetunion, in der Mongolei, in Alaska, Kanada und Mexiko, vereinzelt in den Gebirgen Südwesteuropas, in Skandinavien, Finnland und Osteuropa. Einige kleinere Populationen bauen sich in Deutschland wieder auf.
Infolge des weiten Verbreitungsgebiets zeigen die Felle in der Färbung und Haarbeschaffenheit große Unterschiede. Meist sind sie mehr oder weniger gelbbraun, doch gibt es auch dunklere bis fast schwarze, wie auch ganz helle Exemplare. Der Rücken zeigt oft eine durch die schwarzen Grannenspitzen hervorgerufene sattelartige Zeichnung. Bis auf einige amerikanische Rassen sind die Haare grob und steif, teils unterschiedlich lang. Das Fell ist 1,00 bis 1,40 Meter lang, der Schweif 30 bis 48 Zentimeter.
Der Haltbarkeitskoeffizient für Wolfsfelle wird mit 60 bis 70 Prozent angegeben. Bei einer Einteilung der Pelztiere in die Haar-Feinheitsklassen seidig, fein, mittelfein, gröber und hart wird das Wolfshaar als gröber eingestuft, das des Polarwolfs als fein.
Als wertvollste Felle gelten die des Polarwolfs, als die besten der Übrigen die des sibirischen Wolfs. Geringer bewertet werden die zentralen und kasachischen Wölfe, noch geringer die mittelasiatischen, die schlechteste Sorte ist die der kaukasischen Wölfe. Nach Ansicht der Polarforscher Nansen und Sverdrup geben die Felle von kanadischen und sibirischen Wölfen den besten Kälteschutz ab.
Einige amerikanische und asiatische Wolfspopulationen wurden in Anhang I des Washingtoner Artenschutzübereinkommens aufgenommen, alle übrigen in Anhang II. Die europäischen Populationen waren streng geschützt nach BNatSchG seit 31. August 1980, Höchstschutz seit 1. Juni 1997. Im Jahr 2024 beschloss der Ausschuss der ständigen Vertreter der Mitgliedstaaten der Europäischen Union den Schutzstatus von „streng geschützt“ auf „geschützt“ in der Berner Konvention herabzustufen. Nach dem neuen Status „geschützt“, ist der Wolf zwar nach wie vor „schutzbedürftig“, kann aber unter bestimmten Umständen bejagt werden. Bei Annahme des Vorschlags in der Berner Konvention im Dezember 2024 kann die Fauna-Flora-Habitat (FFH)-Richtlinie entsprechend angepasst werden, wofür allerdings erneute Abstimmungen innerhalb der EU-Gremien erforderlich sind.

## Geschichte, Verarbeitung

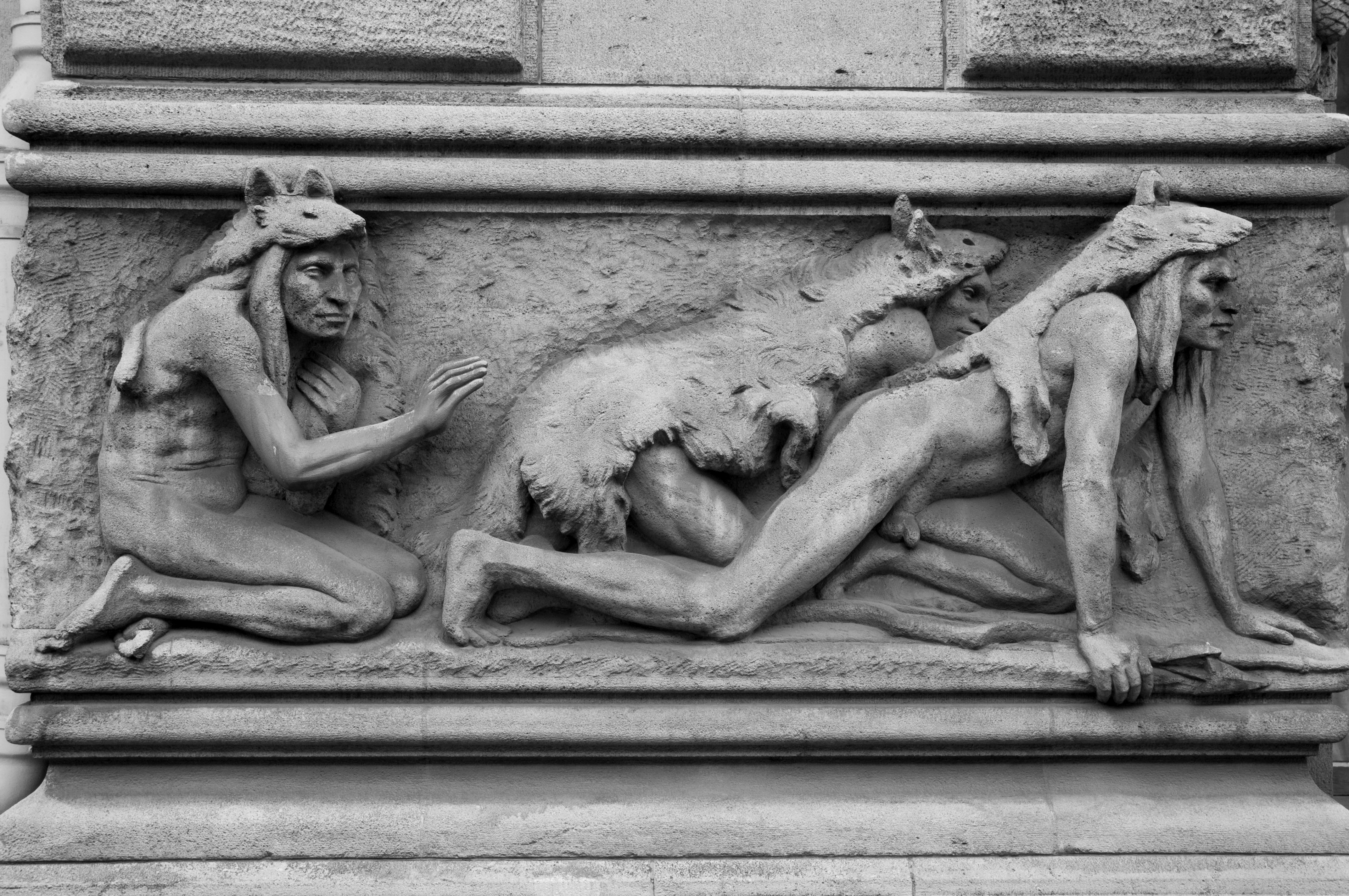
Jäger mit Wolfsfellen (Fries am Institut de Paléontologie Humaine, Paris)

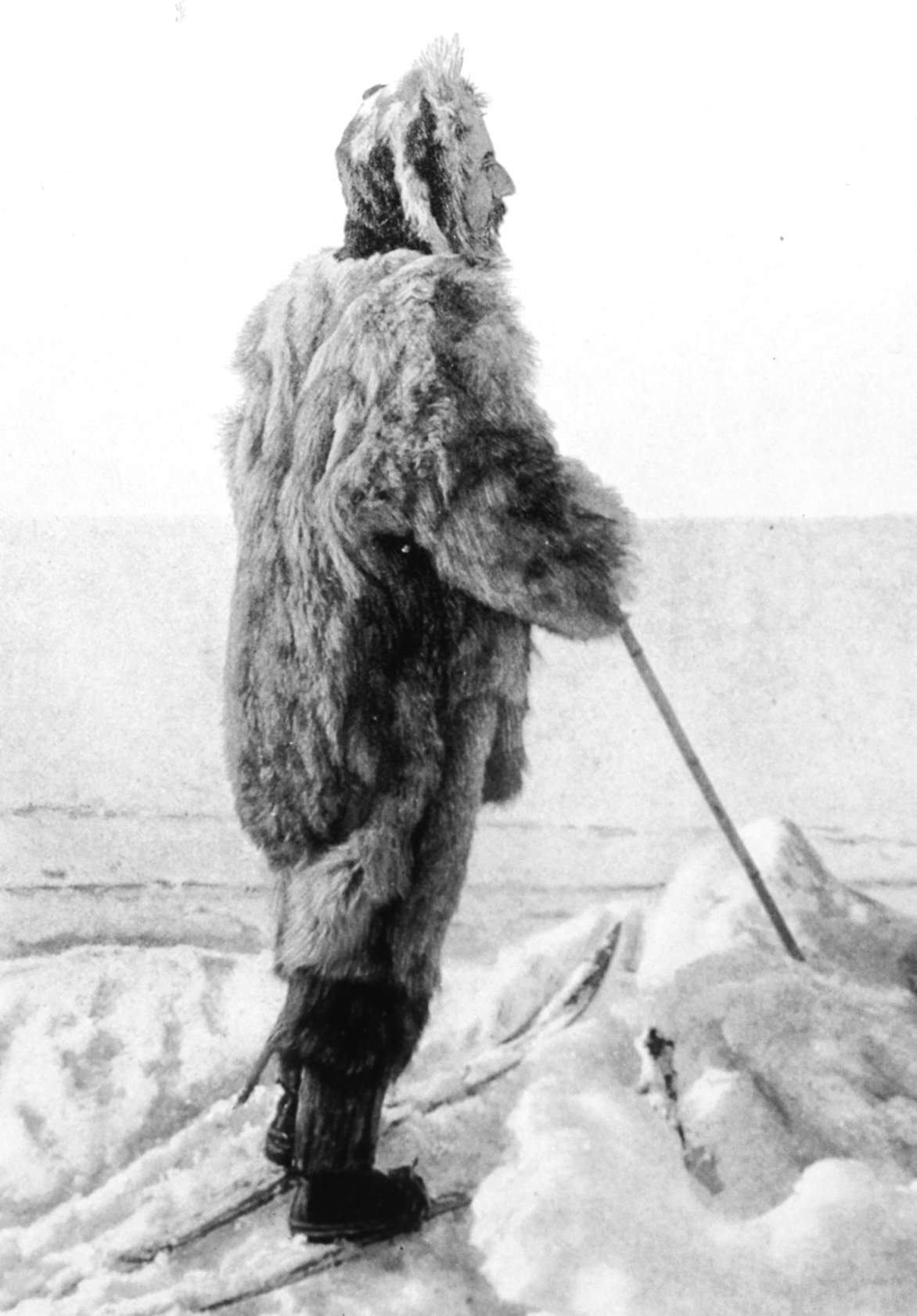
Polarforscher Roald Amundsen (1872–1928) mit Wolfsfell-Parka und -Hose

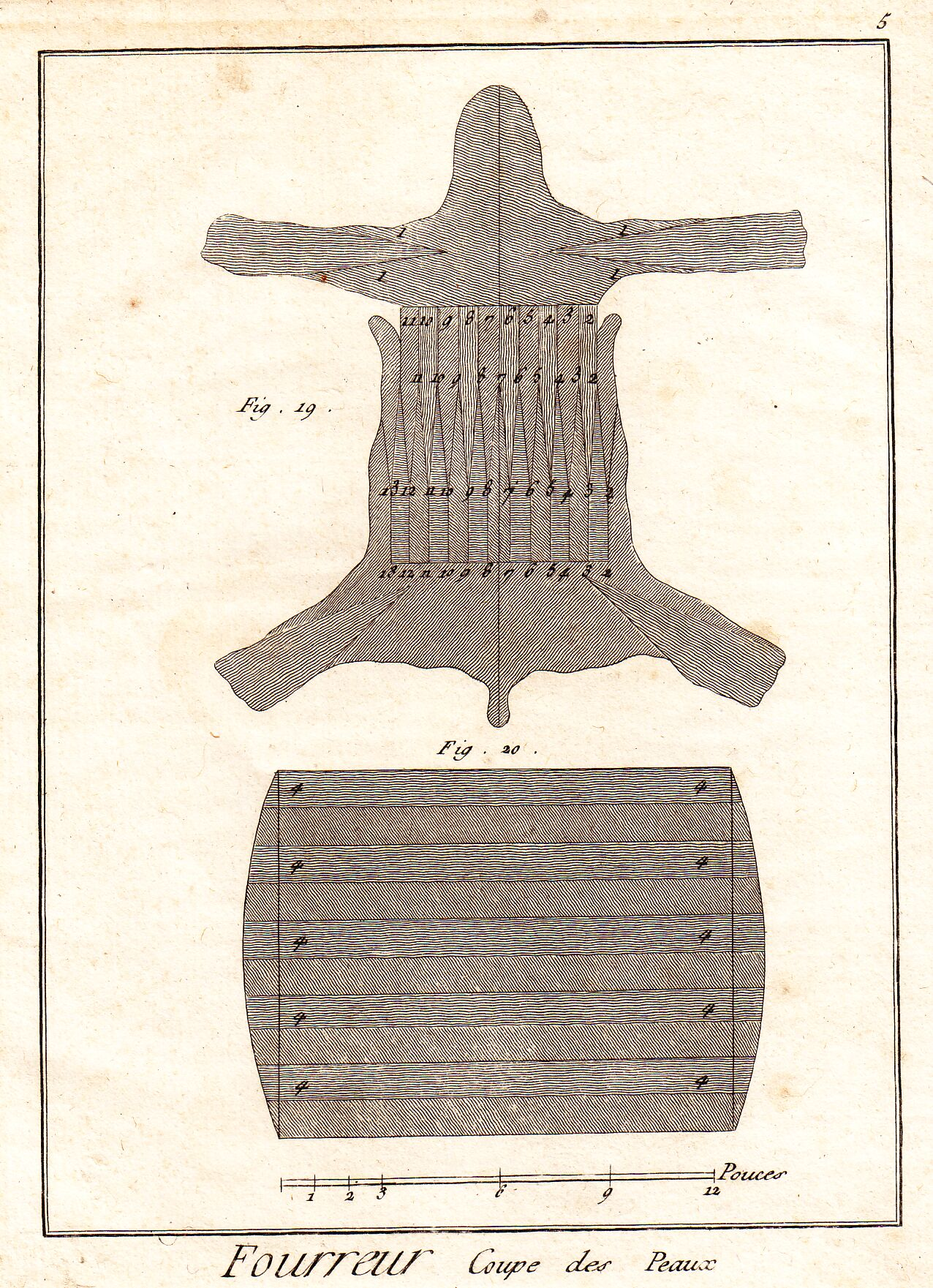
Schnittanlage in einem Wolfsfell zur Herstellung von zwei Muffen (zwischen 1762 und 1777)
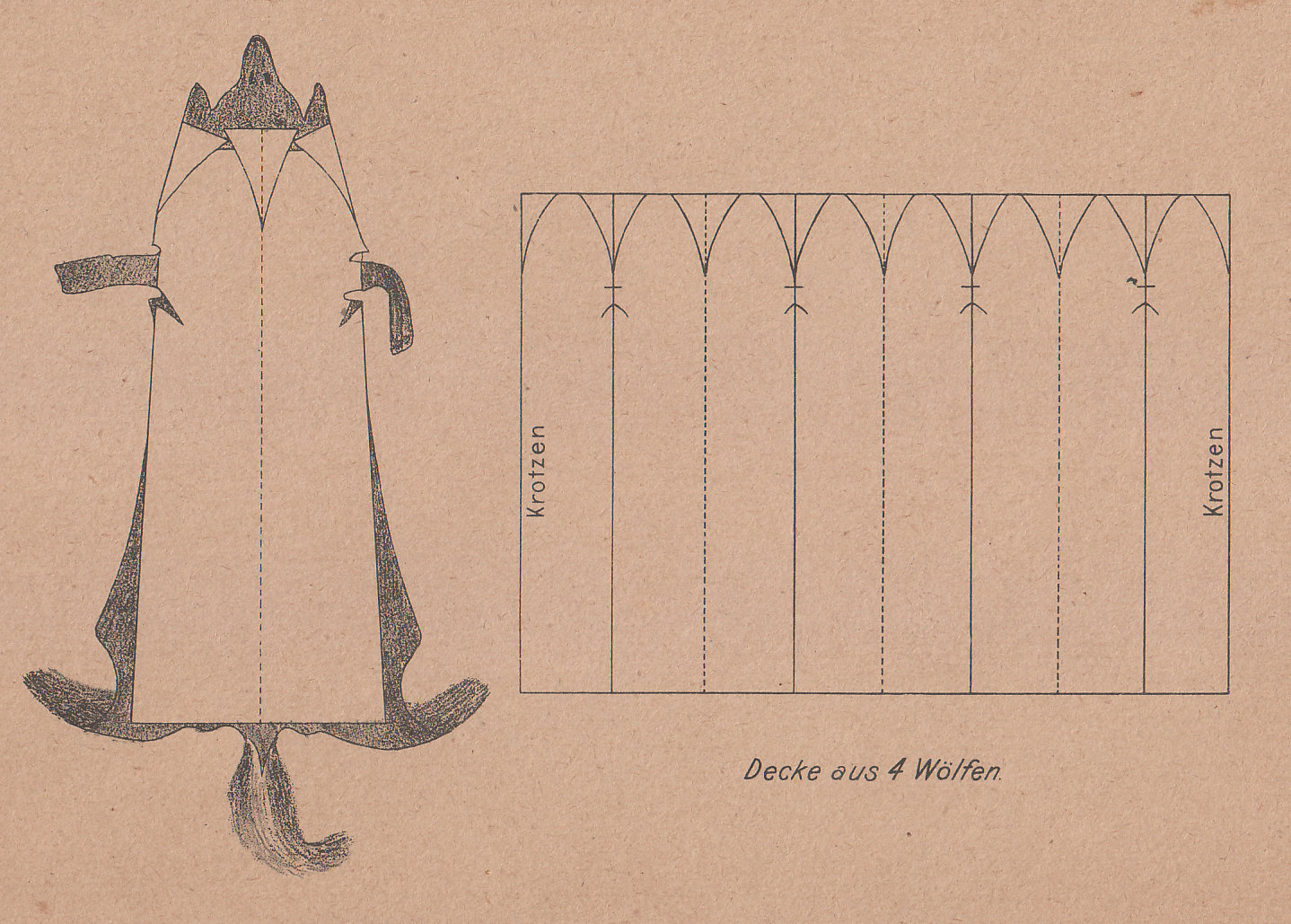
Deckenverarbeitung aus vier Wölfen (Arbeitsskizze, 1895)

Die in Herodots (* 490/480 v. Chr.; † um 424 v. Chr.) Berichten der Skythen über die Neuren, deren nördliches Nachbarvolk, erwähnten Verwandlungen der Neurer in Wölfe werden zumeist dahin gedeutet, dass sich die Neurer klimabedingt in Wolfspelze kleideten.

„[…] die Skythen und die im Skythenland wohnenden Hellenen behaupten, jährlich einmal verwandle sich jeder der Neuren für wenige Tage in einen Wolf und trete dann wieder in den menschlichen Zustand zurück.“

Auch von anderen nordeuropäischen Männern wurde berichtet, dass sie sich, insbesondere während des Kampfes, in Wolfsfell kleideten. In der Vatnsdœla Saga wird beispielsweise überliefert:

„Das war König Haralds größte Schlacht; da stand bei ihm Rögnvald von Möre und viele andere große Häuptlinge, dazu Berserker, die Wolfspelze genannt wurden; sie trugen Wolfsfelle statt der Brünnen und schirmten den Bug des Königsschiffes.“

Als in Mitteleuropa noch reichlicher Wölfe lebten, wurden die Felle als Unterlagen in Betten und als Pelzinnenfutter benutzt. „Die Wolfshaut wird insgeheim zu den Beltz- und Futterzweck unter die Kleider gebrauchet / und kommen nicht so leichtlich Maden / Flöh oder Läuse darein“ (Fürstlich-Adlige neuersonnene Jagdlust, 1711).
Über den grauen Wolf heißt es 1762, dass man ihn nur zu den Dekken für die Stubenthüren, um die Schue daran vom Kote zu reinigen, oder zum Schwarzfärben gebrauchen kann.
Insbesondere in Russland, Polen, Ungarn und der Türkei wurden die dünnledrigeren Wolfsfelle zu Reisepelzen verarbeitet. Eine weitere Verwendung waren bis in die zweite Hälfte des 20. Jahrhunderts in großer Anzahl Zimmer-, Schlitten- und Wagendecken sowie Fußsäcke aus Fell, ebenso arbeitete man Kutschergarnituren, „wenn auch etwas auffälliger Natur“,. Die opulenten Herrenmäntel, vorwiegend aus russischen Polarwölfen gearbeitet, trugen die Bezeichnung Wildschur, um 1300 bereits als „Wintschur“ erwähnt. Das im Deutschen fälschlich an Wild und Schur angelehnte Wort stammt aus dem Polnischen, wo es wilczura heißt, abgeleitet von „wilk“ (Plural von Wolf). Durch überall beheizte Räume und vor allem durch geschlossene, klimatisierte Fahrzeuge wurde die Wildschur überflüssig.
Die Verwendung der Wolfsfelle war jedoch schon immer recht beschränkt. Felle, bei denen Ohren, Nase, Lippen und Augenlöcher unverletzt waren, wurden später vielfach naturalisiert, das heißt, der Kopf wurde ausgestopft, meist mit einem künstlichen Gebiss versehen, um dann als Schmuck für Herren- und Jagdzimmer zu dienen. Um 1900, als Feder- und Pelzboas sehr in Mode waren, wurden vereinzelt schöne Wolfsfelle auch für diese Art der rundum behaarten Fellschals verwendet. Dafür wurde die Fellmitte (der Grotzen) mindestens drei bis vier Zentimeter breit herausgeschnitten, da sie sonst kammartig und oft borstig hervorsteht. Auch aus diesen Grotzenstreifen wurden, allerdings geringwertigere, Boas gearbeitet, indem man sie in schmalen Streifen um eine Schnur drehte (siehe dazu den Artikel Schweifdrehen). Auch wurden die Haare der abfallenden Grotzen zum Spitzen benutzt, dem Veredeln billigerer Fellsorten als Silberfuchs-Imitation.
Ein Leipziger Rauchwarenhändler erinnerte sich, wie im ersten Viertel des 20. Jahrhunderts die Mode der wenig haltbaren Besätze aus Ziegenfell von strapazierfähigeren Schakalfellkragen und Wolfsfellen abgelöst wurde: „Die Schakale, die früher selten in der Branche gehandelt wurden, stammten aus vielen Ländern, die Wölfe waren geringe Sorten aus nordamerikanischen Gebieten. Erstere wurden auf schwarz, braun und skunksartig gefärbt, während die Wölfe blaugrau gefärbt wurden. Beides blieb längere Zeit ein großer Artikel, sie hatten jedoch den Nachteil, äußerst haltbar zu sein.“
Bis in die 1940er Jahre wurde Wolf ansonsten als Kleidung nur zur Verbrämung oder für Fellschals verwendet. Meist blieb das Fell naturfarben, es wurde aber auch in verschiedene Schattierungen eingefärbt: beige und silber auf die helleren Felle, braun, braunschwarz und blauschwarz auf die dunkleren Typen.
Die derzeit anfallenden Felle werden für Länder mit mitteleuropäischem Klima hauptsächlich zu Besätzen für Kragen und Kapuzen verarbeitet, manchmal zu Felldecken und fast kaum noch zu den auffälligen, weil voluminösen (Herren-)Jacken und Mänteln. Noch um die 1960/1970er Jahre waren Männermäntel aus Wolfsfell in Wintersportorten und Eisstadien häufiger zu sehen, der „Gentleman-Playboy“ Gunter Sachs war prominenter Träger eines Wolfsmantels – nach heutigem Handelsbrauch war es wohl eher ein Coyotenmantel. Felle kanadischer und sibirischer Wölfe sind für die Verarbeitung zu Kleidung für unsere Breitengrade eigentlich zu schwer und auch zu gewaltig, die unter der damals üblichen Bezeichnung Wolf gehandelten Mäntel und Jacken stammten deshalb fast ausnahmslos vom Coyoten, die nach heutiger zoologischer Einordnung tatsächlichen nördlichen Wolfspelze blieben als Vollpelzbekleidung weitgehend den Polarforschern, Eskimos und anderen Nordlandbewohnern vorbehalten.
Lediglich gelegentlich wurden beispielsweise sogar Timberwölfe zu beeindruckenden Pelzen für den mutigen Mann gearbeitet. Um das Gewicht zu vermindern und das stark verfilzte Fell duftiger zu machen, wurden manchmal schmale Lederstreifen (Galons) in das Fellleder genäht, das so genannte Galonieren. Mit der kürschnerischen Arbeitstechnik des Auslassens können die Felle auf Kosten der Breite in die benötigten Längen verändert werden. Die Felle eignen sich besonders als Kapuzenverbrämungen in extrem kalten Gegenden (Alaska), weil bei Frost der Atem die Haare weniger bereift als bei den meisten anderen Pelzarten. Da Timberwolffelle jedoch ganz überwiegend für dekorative Vorleger oder Wandschmuck in Jagdhütten, Sommercamps und manchmal in Hobbykellern Verwendung finden, ist es wichtig, dass die Köpfe mit den Nasen und die Pfoten einschließlich der Krallen beim Abziehen und Gerben erhalten bleiben.
Wie bei allen Pelzarten werden auch vom Wolfsfell die abfallenden Pelzstücke verwendet. Pfoten, Köpfe und Rumpfstücken werden bei ausreichendem Aufkommen zu so genannten Bodys zusammengesetzt. Der Hauptort für die Bodyarbeit in Europa ist seit alters her das griechische Kastoria und der kleinere, in der Nähe gelegene Ort Siatista. Als Pelzhalbfabrikat werden die Felltafeln zur Endverarbeitung wieder exportiert, meist zur Verwendung als Futter für winterliche Textilbekleidung und für kleinere Teile, wie zum Beispiel Fellwesten.

## Handelssorten

Timberwolf, Broken Range, Kanada
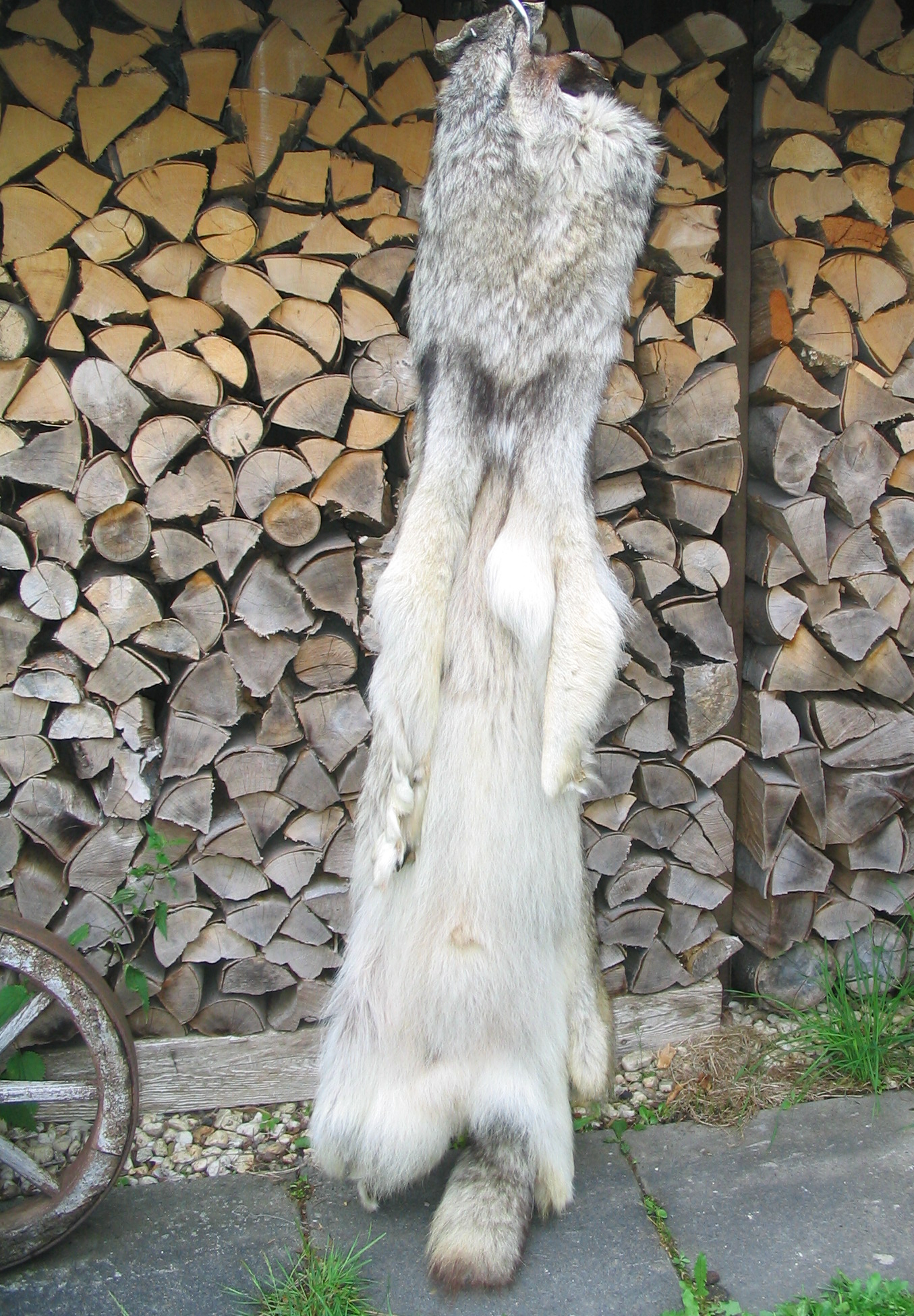
Bauchseite
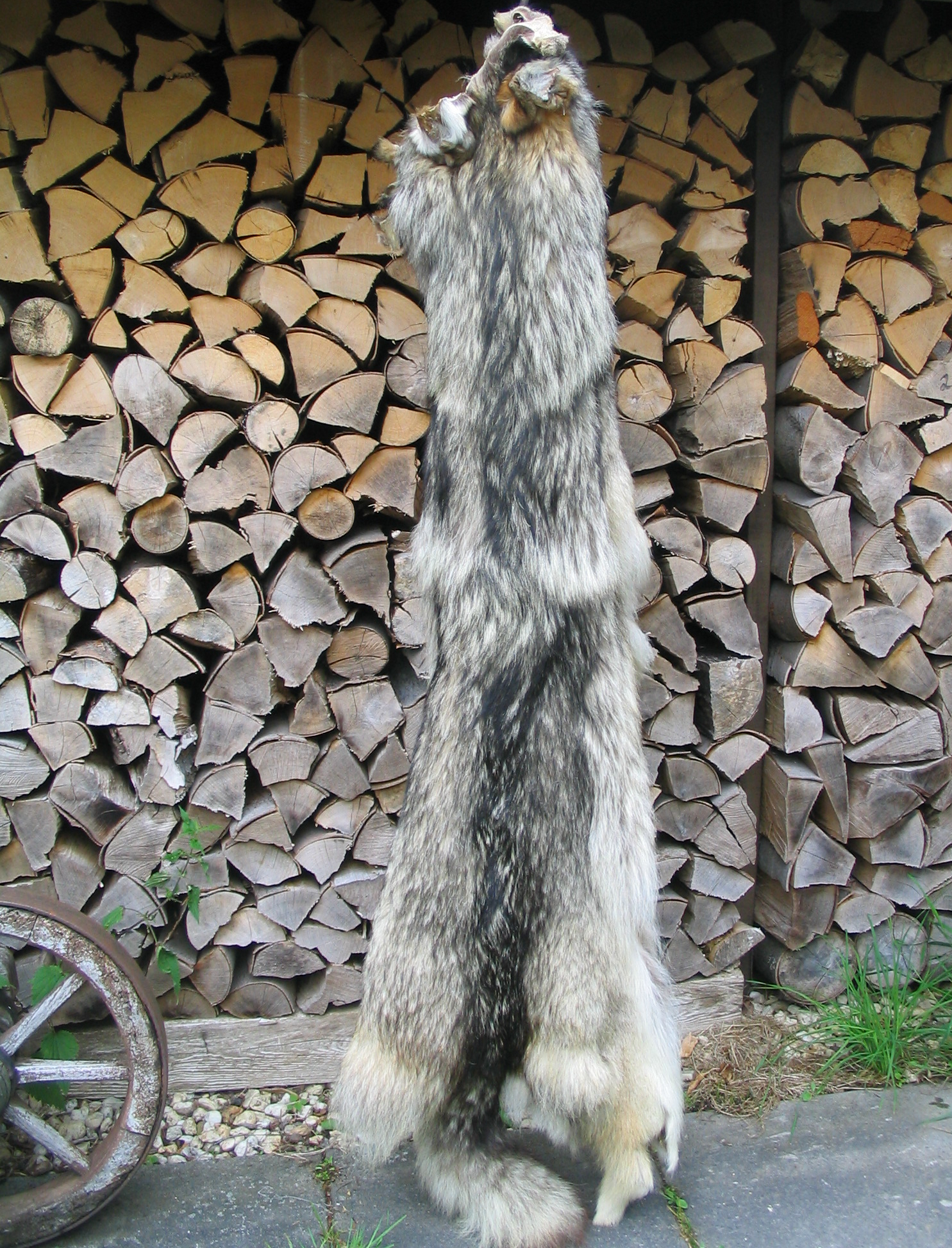
Rückenseite

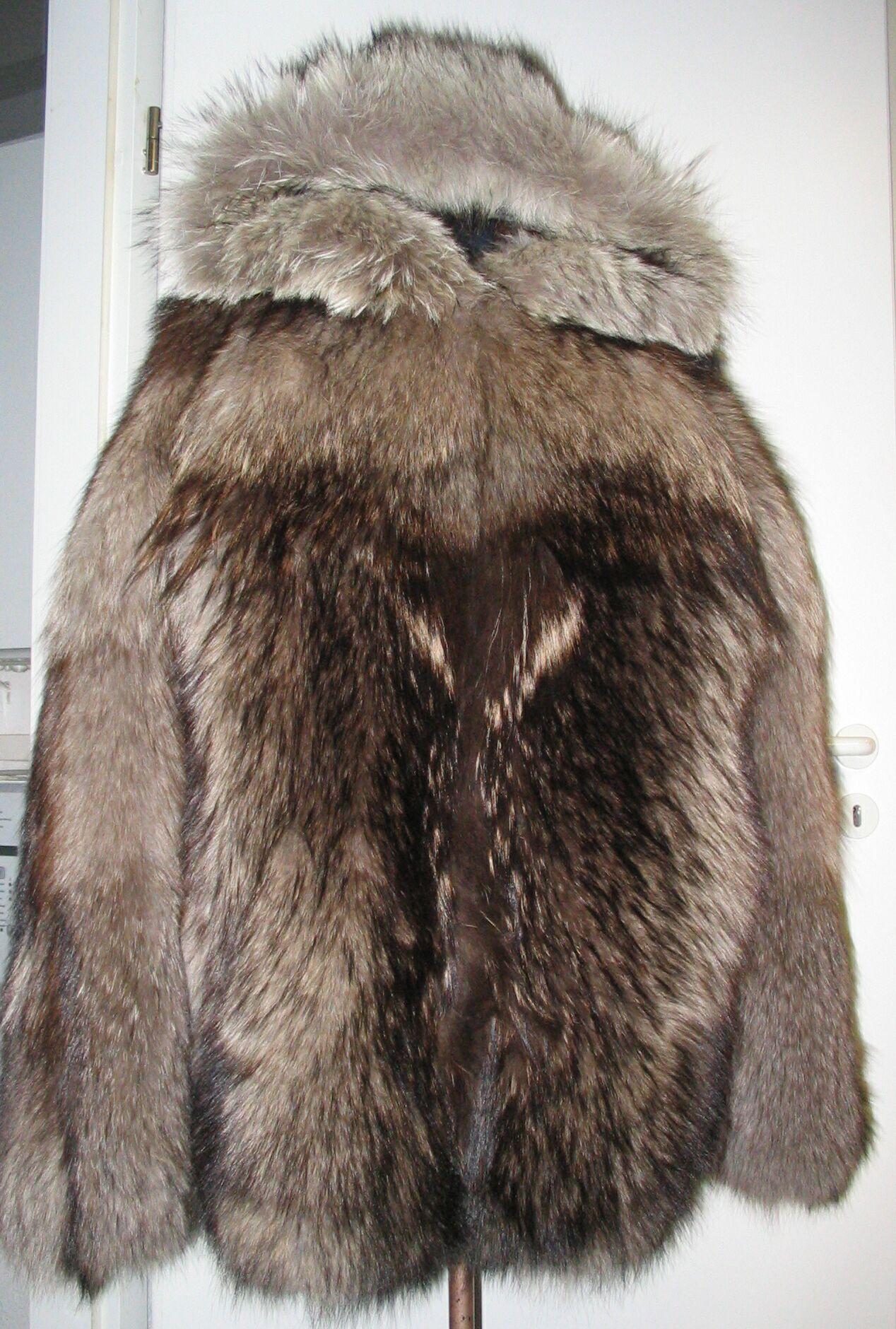
Timberwolf-Herrenjacke (ca. 2003)

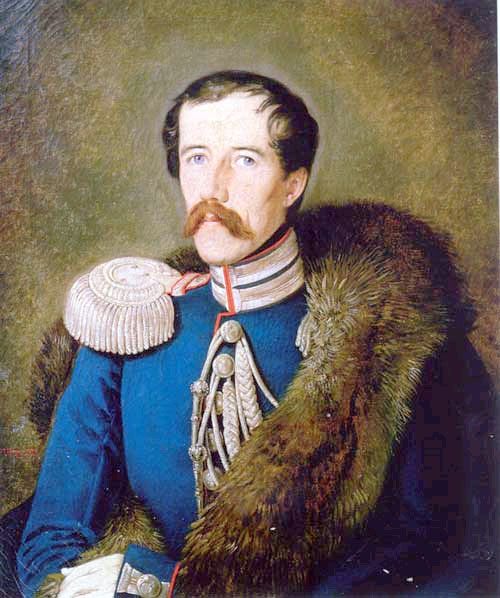
Wolf als Uniformbesatz höherer Militärdienstgrade (Sankt Petersburg, Leutnant Mordvinova, 1842)

Zoologisch werden folgende Unterarten anerkannt:
Arabischer Wolf, Ägyptischer Wolf, Buffalo Wolf, Eurasischer Wolf,  Hokkaidō-Wolf (ausgestorben), Honshū-Wolf (ausgestorben),  Iberischer Wolf,  Indischer Wolf, Italienischer Wolf, Kanadischer Wolf, Kaspischer Wolf,  Mackenzie-Wolf, Mexikanischer Wolf, Polarwolf, Russischer Wolf, Tibetischer Wolf, Timberwolf und der Tundrawolf.
In der Rauchwarenbranche sind unter anderem folgende Begriffe üblich:
GrauwolfDer Rücken, der Schweif und die Flanken des nordamerikanischen Grauwolfs sind grau (eine Mischung aus schwarzen, weißen und braunen Grannenhaaren), die Wamme und die Kehle sind heller, gelegentlich fast weiß. Die Pfoten, die Schnauze und die Ohren sind hellbraun bis zimtfarbig.
Timberwolf oder GrauwolfDie nördlichen Herkommen des nordamerikanischen Timberwolfs haben ein dichtes, weiches langes Haar, meist auch eine ausgeprägte Mähne. Timberwölfe besitzen eine sehr variable Fellfarbe, von weiß bis schwarz, meist sind sie jedoch braun. Jungtiere werden schwarz geboren. In der Regel wird das Fell mit jedem Fellwechsel ein bisschen heller, jedoch ist das Alter eines Tieres nicht an seiner Fellfarbe bestimmbar. Sie erreichen eine Körperlänge von etwa 120 bis 140 Zentimeter. Der buschige Schwanz ist 40 bis 50 Zentimeter lang.  Nicht alle Sorten der Timberwolffelle sind groß, jedoch finden sich unter ihnen die größten Felle der Wolfsfamilie.
Polarwolf, auch Weißer WolfDie Felle des Polarwolfs aus den nördlichen Gebieten Nordamerikas sind langhaarig und sehr weich, hell bis fast weiß mit vereinzelten grauen und schwarzen Haaren. Die aus den südlichen Gegenden stammenden Felle sind gräulich oder gelblich, teils (fachsprachlich) blau mit deutlicher schwarzer Zeichnung, die Bauchseite ist weiß.
Der russische Standard unterscheidet
- Polarwölfe (Tundra- und Waldtundra-Zonen, Kamtschatka): Sehr dichtes, üppiges und weiches Haar, am Widerrist 11 cm bis 13 cm lang. Die dunklen Grannenhaare am Widerrist bilden einen Aalstrich. Die dicht behaarte Wamme und die Pfoten sind weißlich, fast weiß; die restliche Grundfarbe ist hell- oder dunkelgrau, leicht bläulich;
- Timberwolf und Steppenwölfe.[3]

| Handelssorten nach russischem Standard | Handelssorten nach russischem Standard |
| Timberwolf | Steppenwölfe |
| --- | --- |
| Sibirier (ganz Sibirien und Ferner Osten, außer Tundragebieten, nördliche Teile Kasachstans) | |
| Größe wie Polarwölfe, Behaarung dicht, lang, weich, nicht so seidig wie Polarer, Grannenhaare am Widerrist 9 bis 11 Zentimeter, Färbung hellgrau, am Widerrist etwas dunkler, Bauch weißlich, Pfoten grau.                                     | Größe wie Timberwolf, Haarkleid etwas grob, mittlere Üppigkeit, Rückgrat und Flanken grau mit deutlichem Stich ins Bräunliche oder Fuchsrötliche, Bauch fuchsrötlich oder gelblich, Pfoten braun.      |
| Kasachstaner (Kasachstan außer nördlichem Raum) | |
| Kleiner, Haarkleid weniger dicht, Länge der Grannenhaare am Widerrist bis zu 7 Zentimeter. | Oberhaar grob, aschgrau mit einem Stich ins Gelbliche, Wamme grau. |
| Mittelasiatische (Mittelasien, hier Gebirgswolf) | |
| Behaarung weich und lang, nicht sehr dicht, Färbung hell-weißlichgrau, am Rückgrat etwas dunkler, Flanken und Wamme weißlich. | Kleiner als die nebenstehend genannten Gebirgswölfe, Behaarung nicht sehr dicht, etwas grob Rücken hellgelblichgrau, Wamme gräulich.                                                                   |
| Zentrale (europäischer Teil der ehemaligen UdSSR außer den Tundragebieten, der Ukraine, Nordkaukasiens und dem Becken des Mittel- und Unterlaufs der Wolga)                                                                                    | |
| Fast so groß wie der sibirische Wolf, Behaarung mitteldicht, Grannenhaare am Widerrist bis 9 Zentimeter lang. Ziemlich dunkel, grau, oft mit Stich ins Bräunliche. Wamme weiß oder gelblich.                                                   | Etwas kleiner als Zentraler Timberwolf. Behaarung nicht sehr dicht, grob, grannig. Rücken und Flanken bräunlich- oder fuchsrötlich-grau, Wamme gelblich.                                               |
| Kaukasische (Ukraine, Krim, Nordkaukasien, Transkaukasien, Unterlauf der Wolga) | |
| Mittelgroß. Behaarung etwas spärlich, grob. Länge der Grannenhaare am Widerrist nicht über 7,5 Zentimeter. Rücken und Flanken schmutziggrau, oft dunkel durch dichtstehende dunkle Grannen. Wamme schmutzigweiß mit einem Stich ins Gelbliche. | Gleich groß wie Timberwolf. Behaarung kurz, spärlich, grob. Rücken meist rostbräunlich oder rostbraungrau, durch dunkle Spitzen der Grannenhaare stark verdunkelt. Seiten heller, Wamme schmutzigweiß. |

Auktionssortimente der kanadischen Herkommen Arctic, YF (York Fort – etwa Alberta, Saskatchewan, Manitoba bis westliche Hudson Bay) und NW (Nordwest)
Größen: exlarge = über 120 Zentimeter, large = 90 bis 120 Zentimeter, small = unter 90 Zentimeter.
Sorten: I, I & No. 2, I & II, II, III, damaged (schadhaft)
Farben: hellgrau oder dunkelblau
- Die kanadischen Sektionen liefern Felle, die besonders für Verbrämungen und Kleinteile geeignet sind. Aus Nordwest-Kanada und der Hudson Bay kommen die besten kanadischen Qualitäten. Felle aus dem östlichen Kanada sind kleiner. Im Vergleich zu anderen Gegenden sind kanadische Felle besonders weichhaarig. Das seidige Grannenhaar ist sehr lang und fließend, es wird durch die dichte Unterwolle aufrichtet gehalten. Das Bauchfell ist weiß mit leichtem grauen Anflug, es wird zum Rücken hin allmählich dunkler, dort ist es blassgrau mit einem bläulichen Einschlag. Die halbmondförmige Wolfsmähne in Höhe der Schultern ist deutlich schmaler als bei den übrigen amerikanischen Herkommen.[14]

Der wertmäßige Unterschied zwischen  dem Northwestern-Kanada-Typ und dem von der Hudson Bay sowie Manitoba-Alberta wurde 1936 mit 10 bis 15 Prozent zugunsten der nordwestlichen Qualitäten angegeben.
- Aus den Northwestern United States Sektion (nördliche Präriestaaten) kommen Felle, die sich in der Struktur nur gering von den kanadischen Typen unterscheiden: Die Mähne ist kräftiger und die Kopfrumpflänge ist geschätzte 15 Prozent geringer.

- Western United States Sektion (westliche und weit westliche Staaten) liefern den im Fellhandel als „Western“ bezeichneten Wolfstyp, der eigentlich aus zwei Sorten besteht, zumindest in der Vergangenheit sogar aus drei, wenn der Coyote mit als Wolf gehandelt wird.

Da ist zum einen der dem Northwestern gleiche Typ, der üblicherweise vom Handel deshalb in die Northwestern-Sortimente einsortiert wird.
Außerdem der Western Wolf oder auch im Handel als „Präriewolf“ bezeichnet. Das Fell ist gelblichgrau anstatt sonst bläulich. Die Granne ist weich. Es kommen zwei verschiedene Mähnentypen vor, die übliche halbmondförmige und eine keilförmige, die mit der Spitze in der Fellmitte nach hinten zum Rumpf hin endet. Da die Mähnen in der Regel bei der Verarbeitung zu Jacken oder Mänteln komplett herausgeschnitten werden, kann der dadurch entstehende Verlust an nutzbarem Fell gelegentlich etwa 20 Prozent betragen.
Die Qualitätsklassen sind, analog anderen Fellarten, Erste (Ones), Zweite (Twos), Dritte (Threes) und Vierte (Fours), sie richten sich nach dem erstklassigen oder weniger guten Fellzustand. Ein Spitzenfell ist absolut sauber und hat eine leichte, weiche und geschmeidige Fettschicht. Ein weniger gutes Fell ist entweder aus einem frühen Fang, mit einem bläulichen Schimmer auf dem Leder, oder ein später Fang, in diesem Fall ist es sehr spröde und die Fettschicht ist hart und ausgetrocknet. Die Felle aus frühem Fang werden bevorzugt gegenüber gegen Ende der Saison gewonnenen, das Haar ist dichter und gibt der Granne einen besseren Stand, auch wenn es vielleicht weder ganz ausgewachsen noch so üppig ist wie bei der ersten Qualität. Das spät gefangene Fell hat weniger Unterwolle, so dass die voll entwickelten und recht groben Grannen keinen Stand haben und flacher aufliegen. In die dritte Klasse, die ein Großteil der Felle umfasst, kommen alle die, bei denen das Fell nicht voll verwendet werden kann: Felle mit Nachwuchsstellen, gering behaarte und alles, was so stark berieben und kahl ist, dass ein Ausreparieren nicht möglich ist.

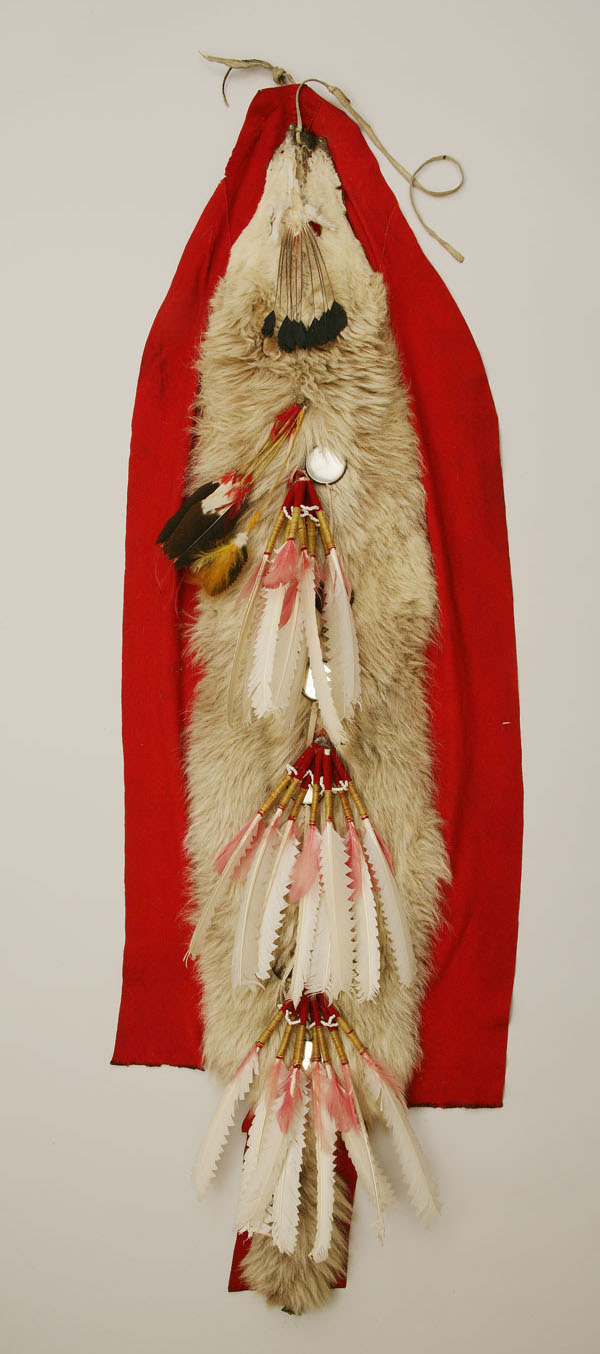
Wolfsfell mit Federn, Talisman der Nez-Perce-Indianer (1875–1885)

Wie auch bei anderen Hundeartigen ist bei Fellen aus der Zeit des Frühjahrshaarwechsels das Haar oft stellenweise abgescheuert. Können die Schäden vom Kürschner nicht durch einfaches Reparieren (Anbrachen) behoben werden, werden sie als berieben (rubbed) oder stark berieben (badly rubbed) klassifiziert. Hauptsächlich in der Zeit des Fellwechsels ändert sich das Aussehen der Kopfpartien, sie werden zunehmend kahlköpfiger. Da auch hierbei Fellmaterial verloren geht, werden sie als „schlechte Köpfe“ (bad heads) ein oder zwei Güteklassen niedriger eingestuft.
| Größenvergleich bei Wolfsfellen                                                   | Größenvergleich bei Wolfsfellen | Größenvergleich bei Wolfsfellen | Größenvergleich bei Wolfsfellen | Größenvergleich bei Wolfsfellen | Größenvergleich bei Wolfsfellen | Größenvergleich bei Wolfsfellen                    |
|                                                                                   | Größen                          | Größen                          | Größen                          | Größen                          | Beschaffenheit                  | Handelsbrauch Rohfell (offen oder rund abgezogen)* |
| --------------------------------------------------------------------------------- | ------------------------------- | ------------------------------- | ------------------------------- | ------------------------------- | ------------------------------- | -------------------------------------------------- |
|                                                                                   | XL                              | L                               | M                               | S                               |                                 |                                                    |
| Timberwolf                                                                        | 93                              |                                 |                                 |                                 | seidig                          | offen                                              |
| Timberwolf                                                                        | 74                              |                                 |                                 |                                 | seidig                          | offen                                              |
| Western Canada                                                                    | 69                              | 65                              | 56                              | 52                              | seidig                          | rund                                               |
| Northwestern U. S.                                                                | 67                              | 63                              | 55                              | 52                              | mittel-seidig                   | rund                                               |
| Western U. S.                                                                     | 65                              | 59                              | 54                              | 51                              | mittel-grob                     | offen und rund                                     |
| Southwestern U. S.                                                                | 57                              | 51                              | 47                              | 41                              | grob                            | offen, einige rund                                 |
| * Im Jahr 1936, inzwischen wahrscheinlich allgemein geschlossen (rund) abgezogen. |                                 |                                 |                                 |                                 |                                 |                                                    |

1911 schreibt Rauchwarenhändler Brass von „Churchill-Wölfen“, die im Barrenground, in der Nähe des Hudson Bay Postens Fort Churchill vorkommen: „Es sind das die größten Wölfe, die es überhaupt gibt, und das Fell erreicht eine Länge von 7 Fuss. Das Haar ist fast rein weiss, sehr lang, dicht und feinseidig. Ein solches Fell hatte einen Wert von 60 Schilling, doch kamen früher selbst nur einige Hundert in den Handel, jetzt nur etwa 5 bis 10 Stück, die mit Phantasiepreisen bezahlt werden.“
Chinesische Wölfe kommen aus Nordchina und der Mongolei. Die Fellqualität wird als „nicht besonders“ eingeschätzt. Sie sind hellgelblich und stark wollig. Sofern sie nicht für den lokalen Bedarf genommen werden, eignen sie sich in der Hauptsache für Vorleger (1952).

Grauwolfsfelle verschiedener Herkunft
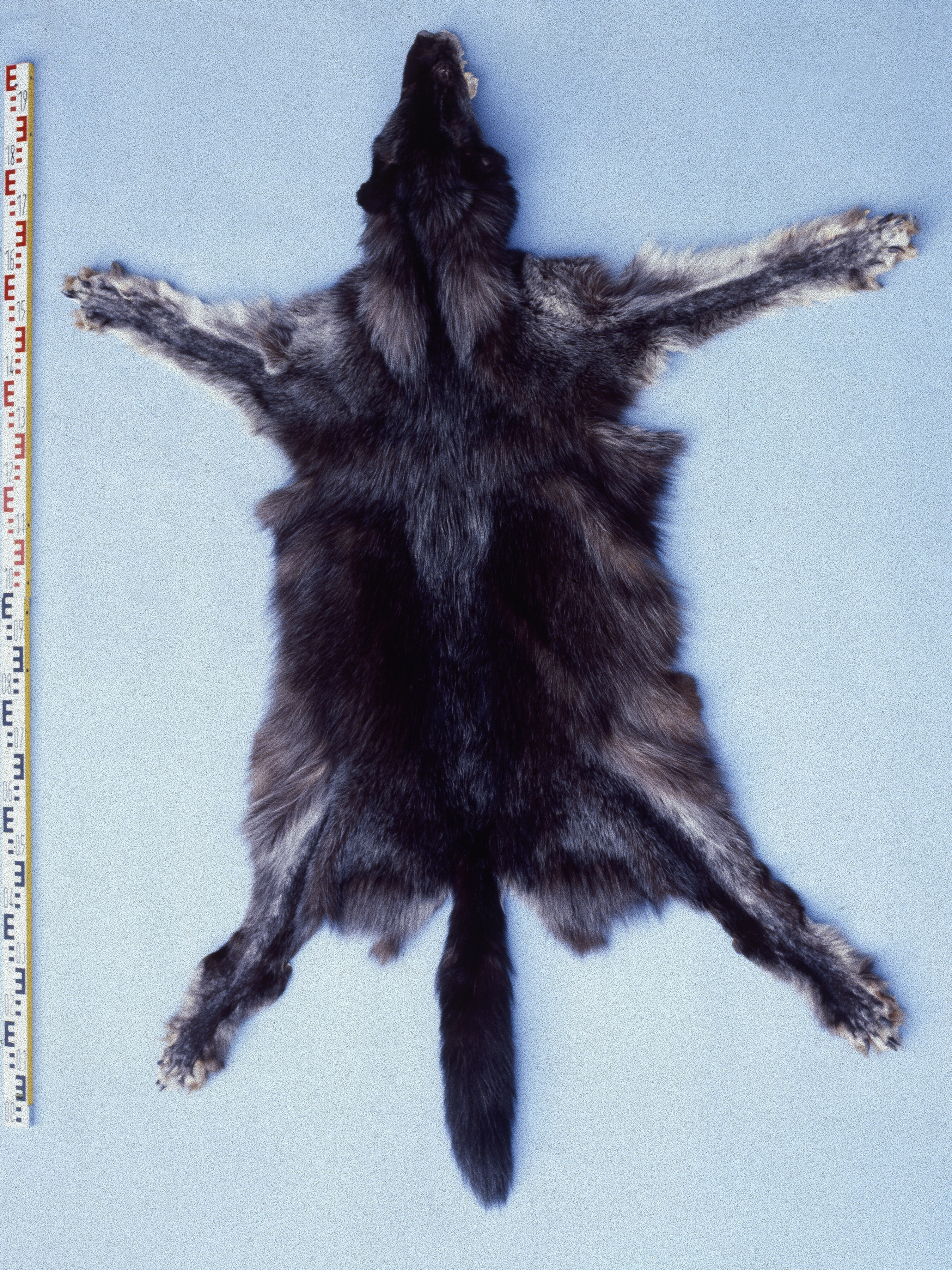
Mackenzie
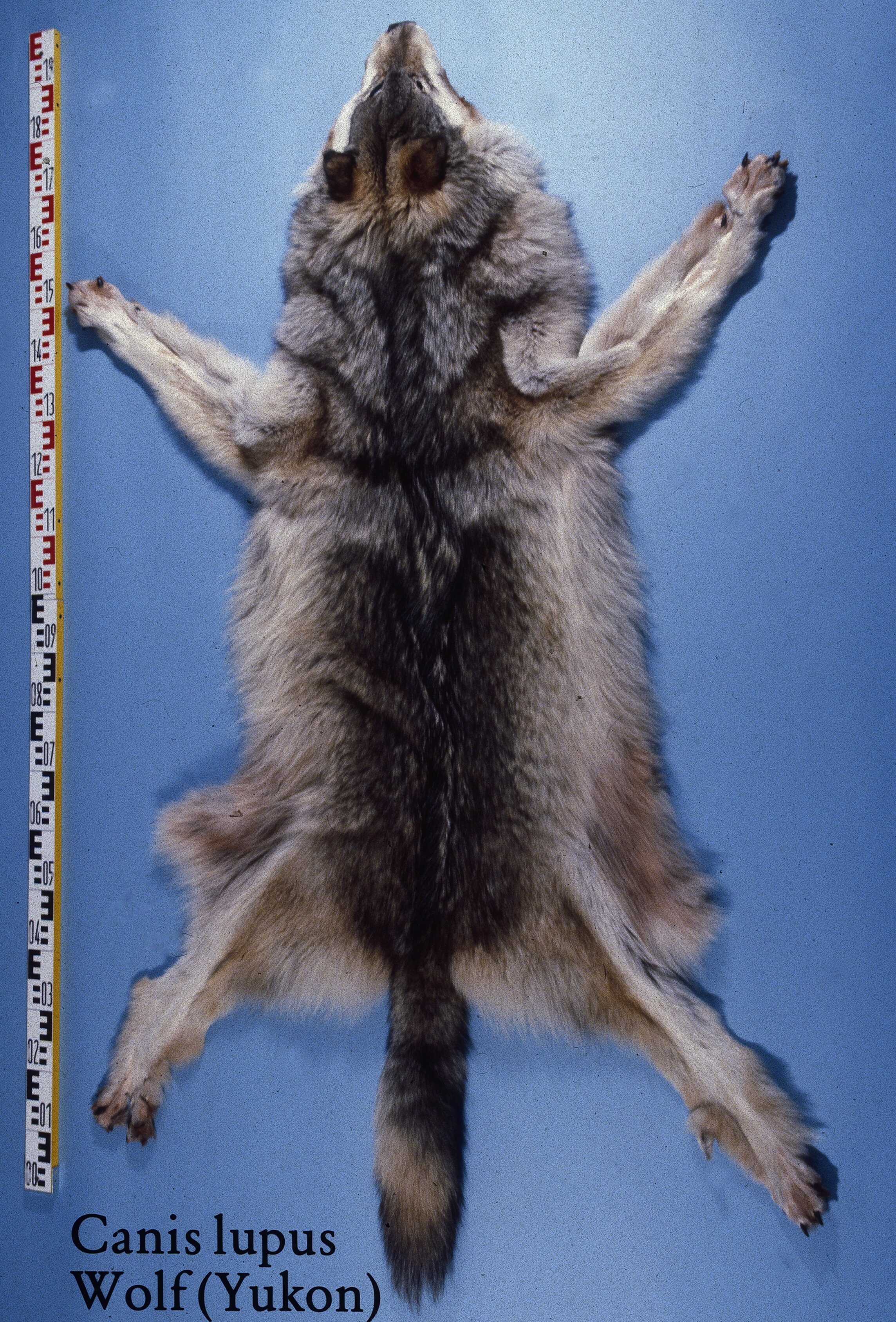
Yucon
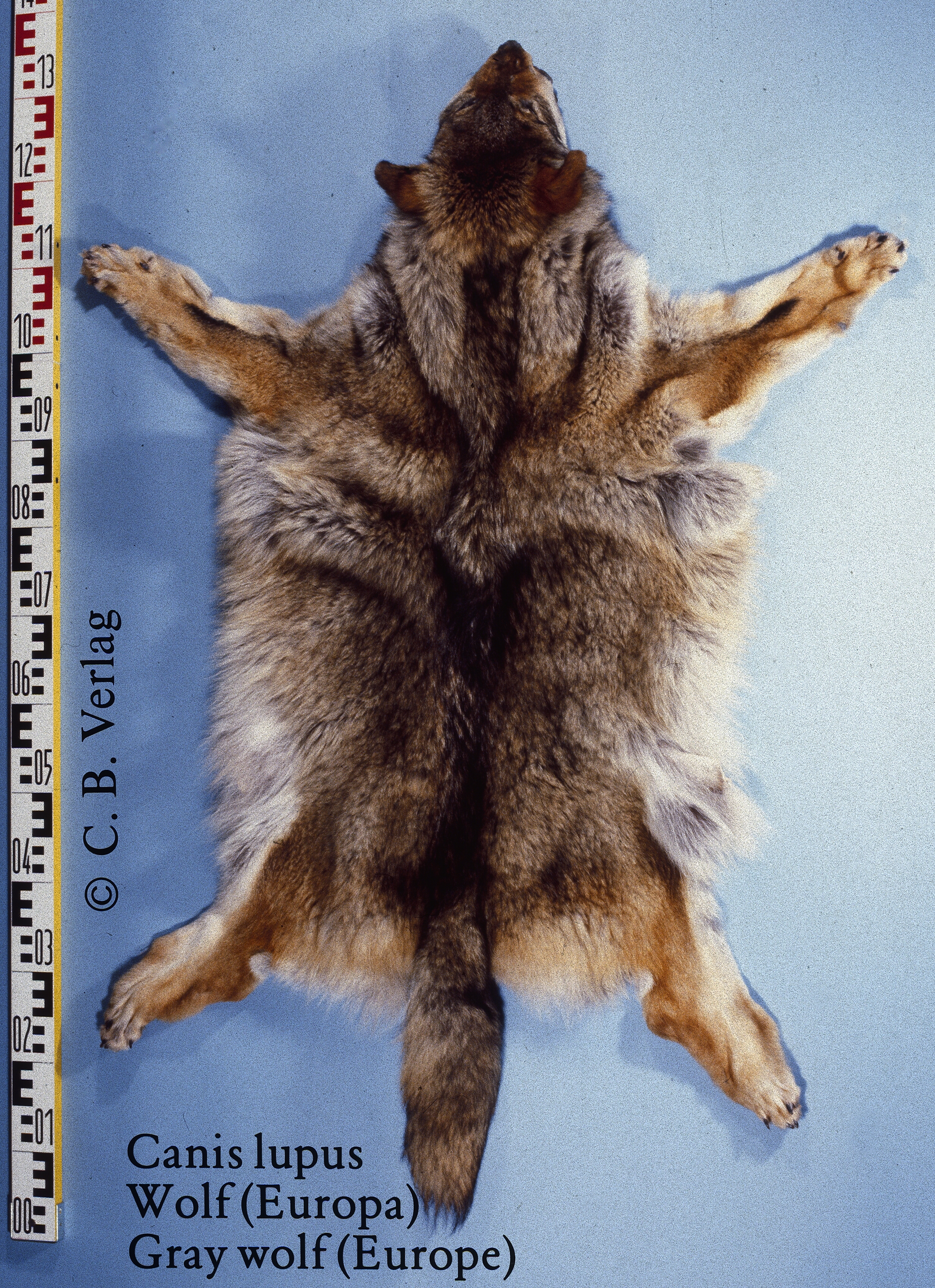
Europa
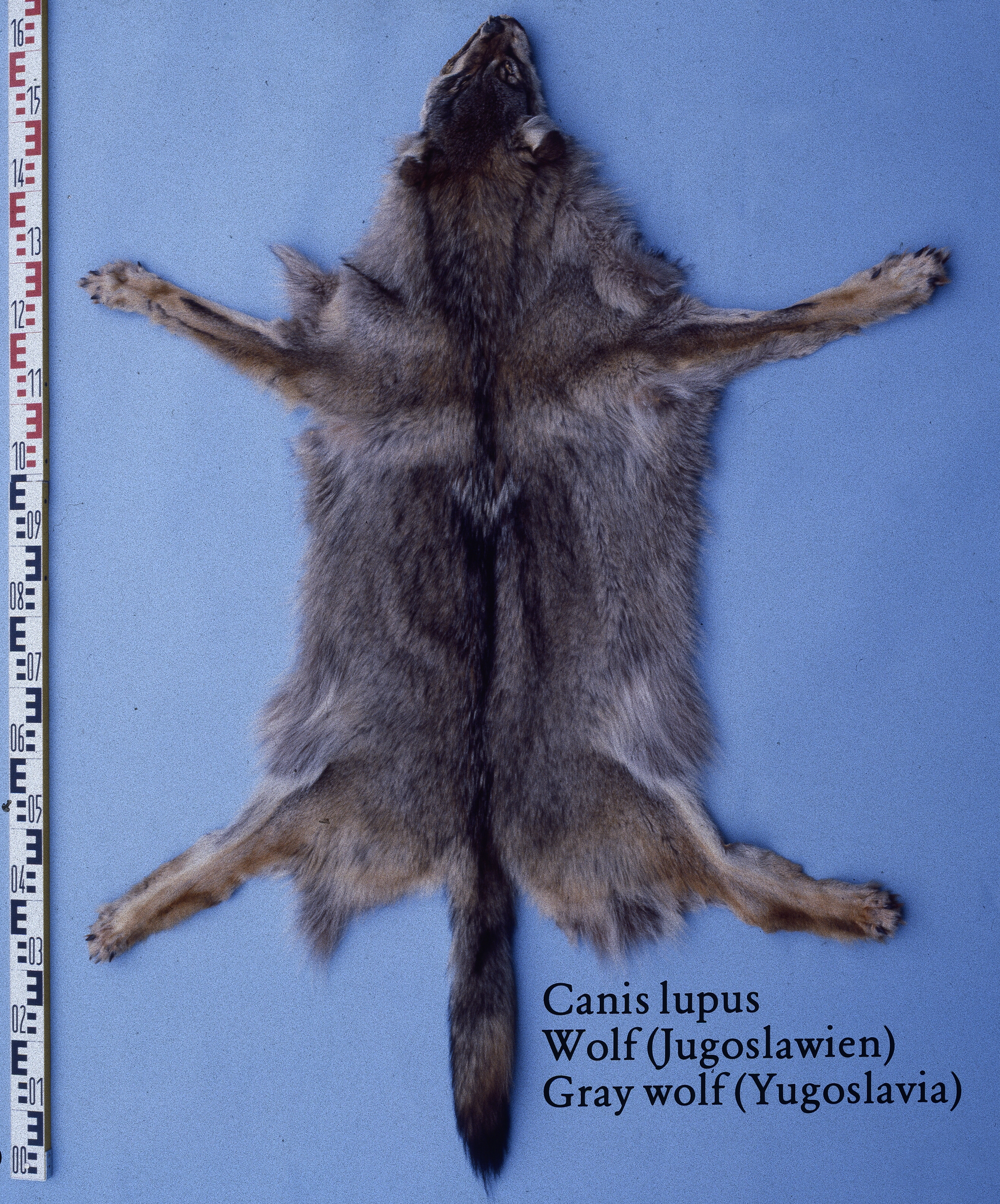
Ehemaliges Jugoslawien
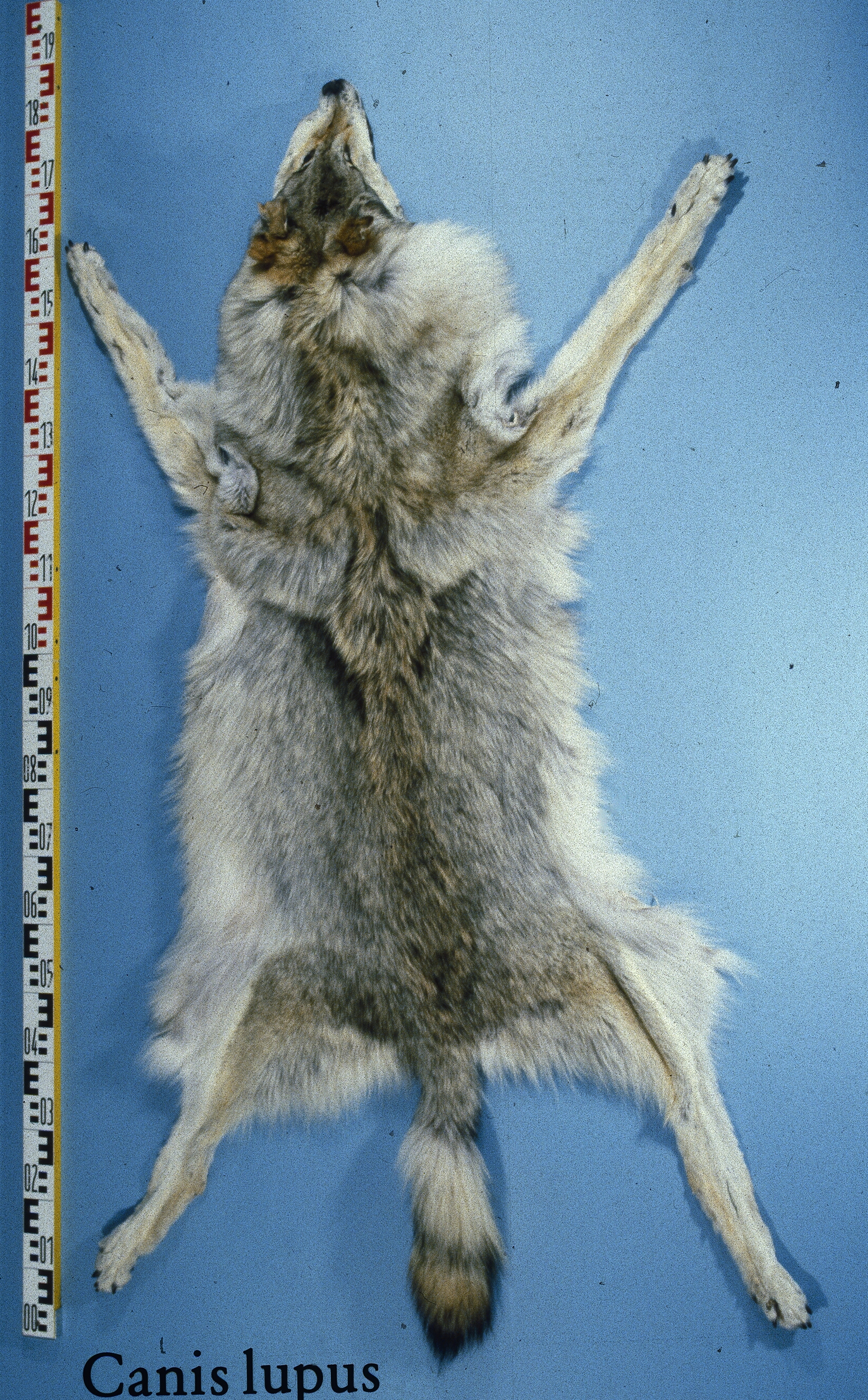
Sibirien

## Zahlen, Fakten*
(* Ältere Mengenangaben können auch heute nicht mehr als Wolf gehandelte Felle einschließen. Generell bestehen separate Zahlen erst teilweise für das 20. Jahrhundert, davor wurde regelmäßig nicht zwischen Wölfen und Coyoten unterschieden, eine nachträgliche Aufgliederung ist nicht möglich. Auch heute noch ist es die genaue Zuordnung insbesondere bei Fellen jüngerer Wölfe manchmal nicht einfach, für die Bestimmung der Exportzulassung jedoch wesentlich.)
- 18. Jahrhundert – Russland

Zu der Zeit, in der in Russland weitgehend noch die Naturalwirtschaft herrschte, wurde der Tribut in Fellen abgeliefert und die Lager waren zeitweise überfüllt, was den Preis drückte. Der unterschiedliche Wert der einzelnen Fellarten im innerrussischen Handel, hier dargestellt am Etat des russischen Botschafters Weljeminoff in Wien:
```
               
  Stück   Wert je Fell                       Stück   Wert je Fell

Feh            337.234     0,02 Rubel      Biber            3.000     0,97 Rubel
Marder          20.040     0,26 Rubel      
Wölfe            1.000     0,53 Rubel

Zobel           40.360     0,70 Rubel      Silberfüchse       120     4,70 Rubel
[
21
]
```

- 1911 schätzte Brass die Ausfuhr von Wolfsfellen aus China (oder nur aus der Mandschurei?) auf jährlich höchstens 1000 Stück. Die meisten Felle verblieben im Land, da der Preis dort häufig höher war als auf dem Weltmarkt. Er lag zu der Zeit etwa bei 8 bis 10 Mark.[18] S. 444

In verschiedenen Staaten der USA hatte man zu der Zeit die Prämie für Wolfsskalpe auf 15 Dollar erhöht, das Fell hatte zusätzlich einen Wert von 4 bis 5 Dollar. Trotzdem kamen jährlich kaum mehr als 5000 Felle in den Handel
- Vor 1944 betrug der Höchstpreis für Wolfsfelle: feinste 100,-; gute blaue 75,- RM; helle 50 RM.[22]
- Zwischen 1958 und 1968 lag in der Mongolischen Volksrepublik die jährliche Jagdstrecke von Wölfen gleichbleibend um 4000 Exemplare (zwischen 3469 und 4112). Obwohl der Staat eine Prämie für jedes erlegte Tier zahlte, schien keine wesentliche Verminderung der Bestände zu erfolgen.[23]
- 1971 ergaben schätzungsweise Zählungen in der Sowjetunion einen Bestand von 100.000 bis 120.000 Wölfen. Jährlich gelangten etwa 30.000 Felle in den Verkauf, trotz dieser Ausbeute nahmen die Bestände nicht ab.[24]
- 1983/84, in dieser Saison betrug das Aufkommen an Wolfsfellen für Kanada 3536 Stück, für die USA 729 Stück. Der Durchschnittspreis für die von kanadischen Trappern gefangenen 2153 Felle betrug 38,14 Dollar (neben den als „Jäger“ und „Undifferenziert“ angegebenen).[20]
- 1987 waren über den Weltanfall keine genauen Zahlen bekannt. Aus Nordamerika kamen zu der Zeit etwa 7.000 Felle in den Handel, etwa die Hälfte aus Kanada. 1987 betrug das russische Auktionsangebot 3.700 Felle.[3]

## Anmerkung
1. ↑  Die angegebenen vergleichenden Werte (Koeffizienten) sind das Ergebnis vergleichender Prüfung durch Kürschner und Rauchwarenhändler in Bezug auf den Grad der offenbaren Abnutzung. Die Zahlen sind nicht eindeutig, zu den subjektiven Beobachtungen der Haltbarkeit in der Praxis kommen in jedem Einzelfall Beeinflussungen durch Pelzzurichtung und Pelzveredlung sowie zahlreiche weitere Faktoren hinzu. Eine genauere Angabe könnte nur auf wissenschaftlicher Grundlage ermittelt werden. Die nach praktischer Erfahrung haltbarsten Fellarten wurden auf 100 Prozent gesetzt.